# Histoire philatélique et postale du Bhoutan

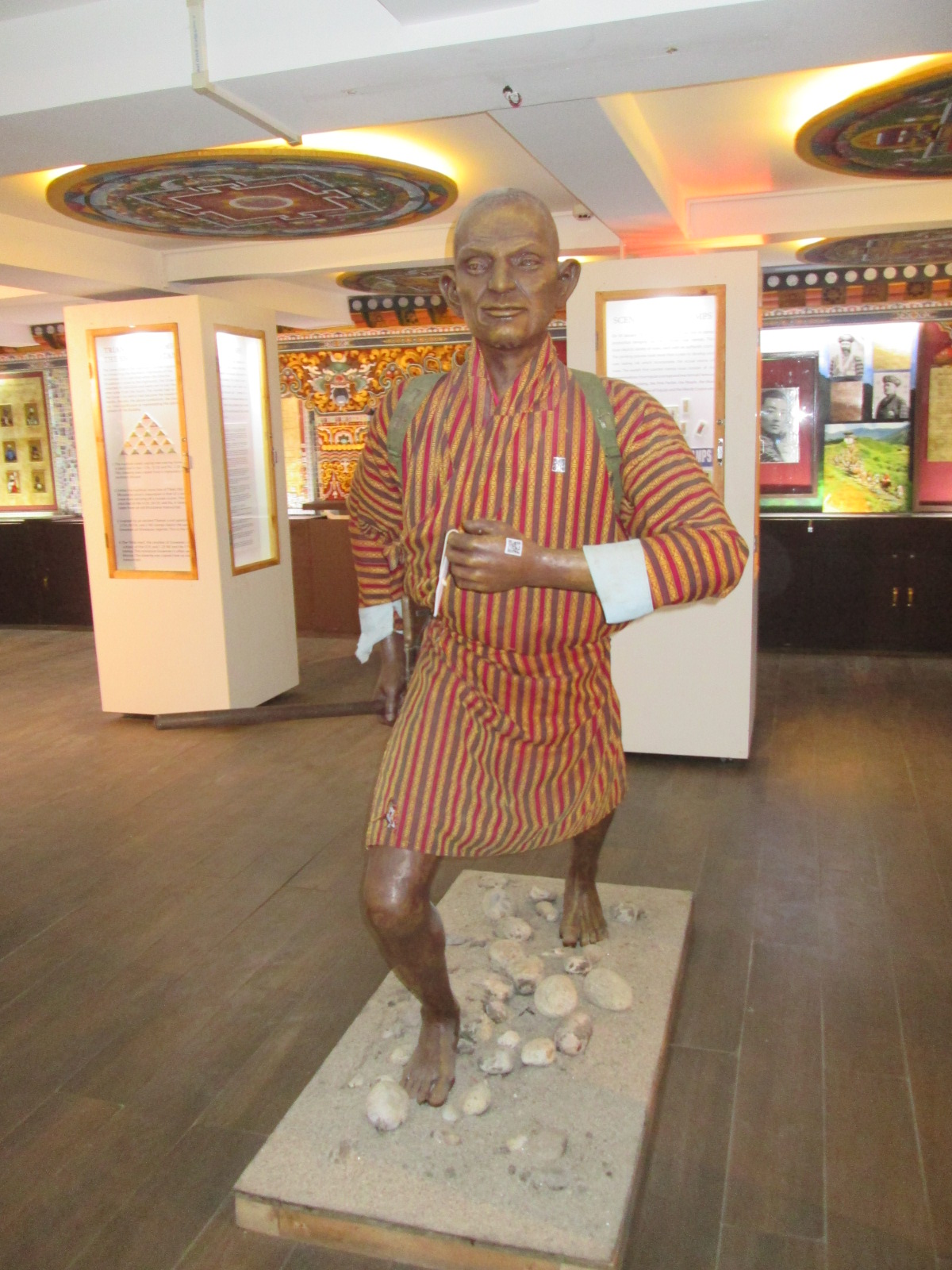
Statue de coureur du Bhoutan exposée au Musée postal du Bhoutan de Thimphou

Les premiers timbres-poste du Bhoutan ont été émis en 1962, la même année que l'ouverture de la première route carrossable du pays. Avant cela, un système de livraison du courrier utilisait des coureurs pour le livrer, et entre 1955 et 1962, les timbres fiscaux ont été acceptés comme paiement pour le courrier interne. Avec l'ouverture du pays au début des années 1960, le système postal s'est formalisé. L'Américain Burt Todd a aidé à établir un programme de timbres-poste dans le pays, et le Bhoutan a acquis une réputation pour la conception inhabituelle de ses timbres, choisis par Todd dans le but d'attirer l'attention. Avec l'aide du conseiller postal indien Ramamurti, résidant au Bhoutan de 1964 à 1968, une organisation et une infrastructure postales appropriées ont été mises en place sous la direction d'un jeune officier bhoutanais, M. Lam Penjor, qui est devenu le directeur du Département des Postes et Télégraphes.

## Historique de la distribution du courrier

### Avant 1955

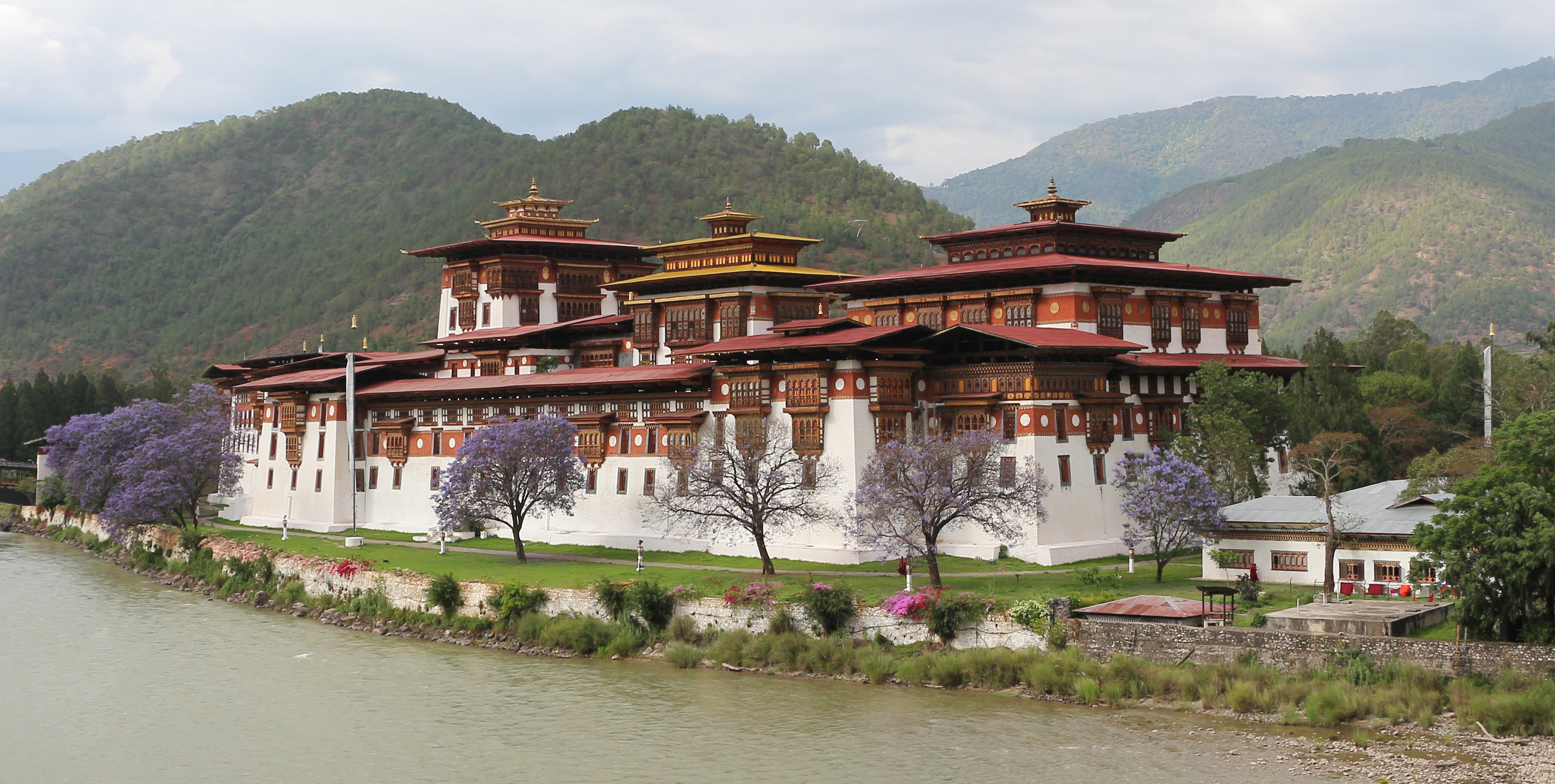
Le dzong de Punakha.

Avant 1955, aucune procédure systématique n'existait pour la transmission du courrier. En l'absence de routes carrossables, le courrier officiel était envoyé d'un Dzong à l'autre ou à l'un des palais royaux par l'intermédiaire de courriers spéciaux ou de voyageurs occasionnels selon l'urgence. Le Thrimpon (fonctionnaire en chef du tribunal de district) de chaque Dzong était responsable de la transmission du courrier officiel.

### Le système Dzong Dak et l'utilisation des impôts comme affranchissement
En 1955, le gouvernement royal du Bhoutan régularisa l'envoi du courrier par les divers bureaux gouvernementaux, en le fixant sur des intervalles de cinq jours, et en le refondant sur une base monétaire, le système informel existant étant saturé par une utilisation  toujours croissante par les particuliers. Les timbres fiscaux, qui avaient été introduits l'année précédente, devaient désormais être utilisés comme preuve de prépaiement pour les services, sauf le courrier du roi qui pouvait être transporté sans. Ce système de coureurs était familièrement appelé la « roue inarrêtable », et philatéliquement le système « Dzong Dak » (dak signifie « poste » ou « courrier » en hindi). Le système était principalement utilisé à des fins domestiques, y compris le courrier vers les enclaves bhoutanaises près du mont Kailash (Ngari, Chine), vers Kalimpong (Bengale-Occidental, Inde), ainsi qu'à l'agent commercial du Bhoutan à Lhassa (ville-préfecture de la région autonome du Tibet). Pour les destinations étrangères, le courrier prépayé au Bhoutan avec des timbres fiscaux était transporté par des coureurs Dzong, d'abord au bureau de poste indien de Yatung en Chine, puis après la remise des installations postales indiennes au Tibet à la Chine en avril 1955, à la poste chinoise. 
Un affranchissement supplémentaire du pays exploitant le bureau de poste était apposé pour le transport ultérieur. La plupart des enveloppes connues envoyées par cette voie étaient destinées à la représentation bhoutanaise à Kalimpong, connue sous le nom de Bhutan House. Généralement, sur les envois à destination de l'étranger, les timbres fiscaux apparaissent apposés en haut à gauche des doubles enveloppes affranchies, avec un espace laissé en haut à droite où ont finalement été placés les timbres indiens ou chinois achetés à Yatung, ce qui entraîne un affranchissement mixte. Certaines couvertures ont l'affranchissement supplémentaire sur les versos.

### Début de l'ère moderne
Avec le début des programmes de développement au Bhoutan et la fin de son isolement auto-imposé à la fin des années 1950 et au début des années 1960, il y a eu une augmentation considérable de la correspondance en anglais et du nombre d'envois postaux, y compris désormais également des journaux indiens et des périodiques pour le personnel qui gère les écoles et les projets de développement. Le service de courrier de Dzong n'a pas été en mesure de faire face à l'augmentation importante des envois postaux et son personnel ne savait en général pas lire l'anglais. Dans le premier plan quinquennal lancé en 1961, la création d'un service postal figurait parmi les activités de développement proposées.

## Timbres postaux & histoire postale moderne

### 1962-1974:Burt Todd& l'agence postal duBhoutan

Union Postale Universelle

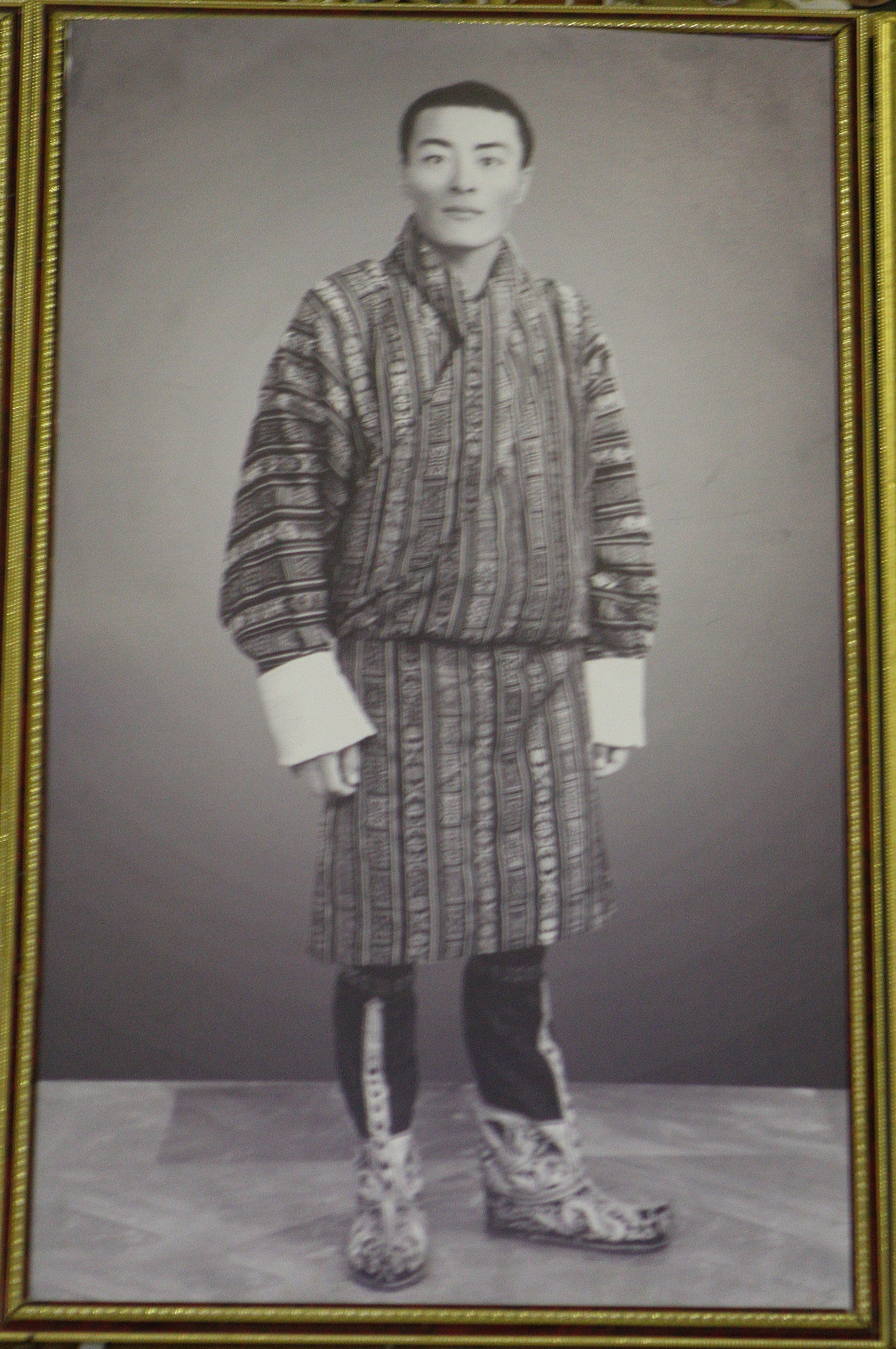
Jigme Dorji Wangchuck
འབྲུག་རྒྱལ་པོ་ འཇིགས་མེད་རྡོ་རྗེ་དབང་ཕྱུག་མཆོག་,
roi du Bhoutan de 1952 à 1972

Un système postal a été créé avec l'ouverture progressive de bureaux de poste et d'agences postales. Peu à peu, les coureurs postaux qui sillonnaient les itinéraires hors piste passaient sous le contrôle du Département des postes et télégraphes et ne faisaient plus partie de l'administration Dzong. Le courrier étranger était acheminé via l'Inde par un accord bilatéral, ce n'est que le 7 mars 1969 que le Bhoutan est devenu membre de l'Union postale universelle (UPU) et de l'Union postale de l'Asie et du Pacifique (APPU). Les timbres-poste ont été initialement conçus et imprimés dans le cadre d'un accord avec Burt Todd, qui s'est également occupé de leur vente sur le marché international. Burt Todd (1924–2006), un homme d'affaires américain de Pittsburgh, a joué un rôle déterminant dans le lancement du programme d'émission de timbres du Bhoutan. Il a appris son existence pendant ses études à l'Université d'Oxford, a visité le pays en 1951 et est devenu conseiller du gouvernement et de la famille royale. Il est considéré comme le premier Américain à visiter le Bhoutan, bien que cette affirmation ne puisse être prouvée avec certitude. Le programme d'émission de timbres a été mis en place spécifiquement pour collecter des fonds pour l'amélioration des infrastructures après que le pays s'est vu refuser un prêt de la Banque mondiale. Todd a créé la Bhutan Stamp Agency à Nassau, aux Bahamas. Il avait peu d'expérience du fonctionnement de la vente de timbres dans le commerce philatélique, et s'est donc appuyé sur des conceptions inhabituelles telles que l'impression 3D pour en assurer la publicité,,.
D'abord ignorés par de nombreux collectionneurs, certains de ses premiers timbres sont devenus par la suite des objets cultes. Il réalise les premiers tampons 3D au monde en impression lenticulaire, ainsi que des tampons imprimés sur soie ou même sur feuille d'acier, un set de tampons roses parfumés, et les célèbres Talking Stamps : disques miniatures jouables pour tourne-disque.
L'accent mis par Burt Todd sur le marché international a laissé le département postal avec trop peu de timbres de moindre valeur pour le courrier local. Sur les recommandations du conseiller postal indien au Bhoutan, le Dr K. Ramamurti, la poste a émis une série de timbres surtaxés publiés en 1965, qui ont été surimprimés à l'India Security Press à Nashik. Une autre plainte du département postal était que l'Agence des timbres du Bhoutan concevait et imprimait souvent des timbres-poste sans aucune discussion ou approbation préalable. Après la mort en 1972 du 3e Druk Gyalpo, Jigme Dorji Wangchuck, proche de Todd, annula le contrat avec la Bhutan Stamp Agency fin mars 1974,.
Ces dernières années, les timbres bhoutanais deviennent plus conventionnels, avec rarement quelques formats plus excentriques. Les mini-feuillets et les sujets d'actualité restent les incontournables du programme.

### 1974–96: Département des postes et télégraphes et l'IGPC

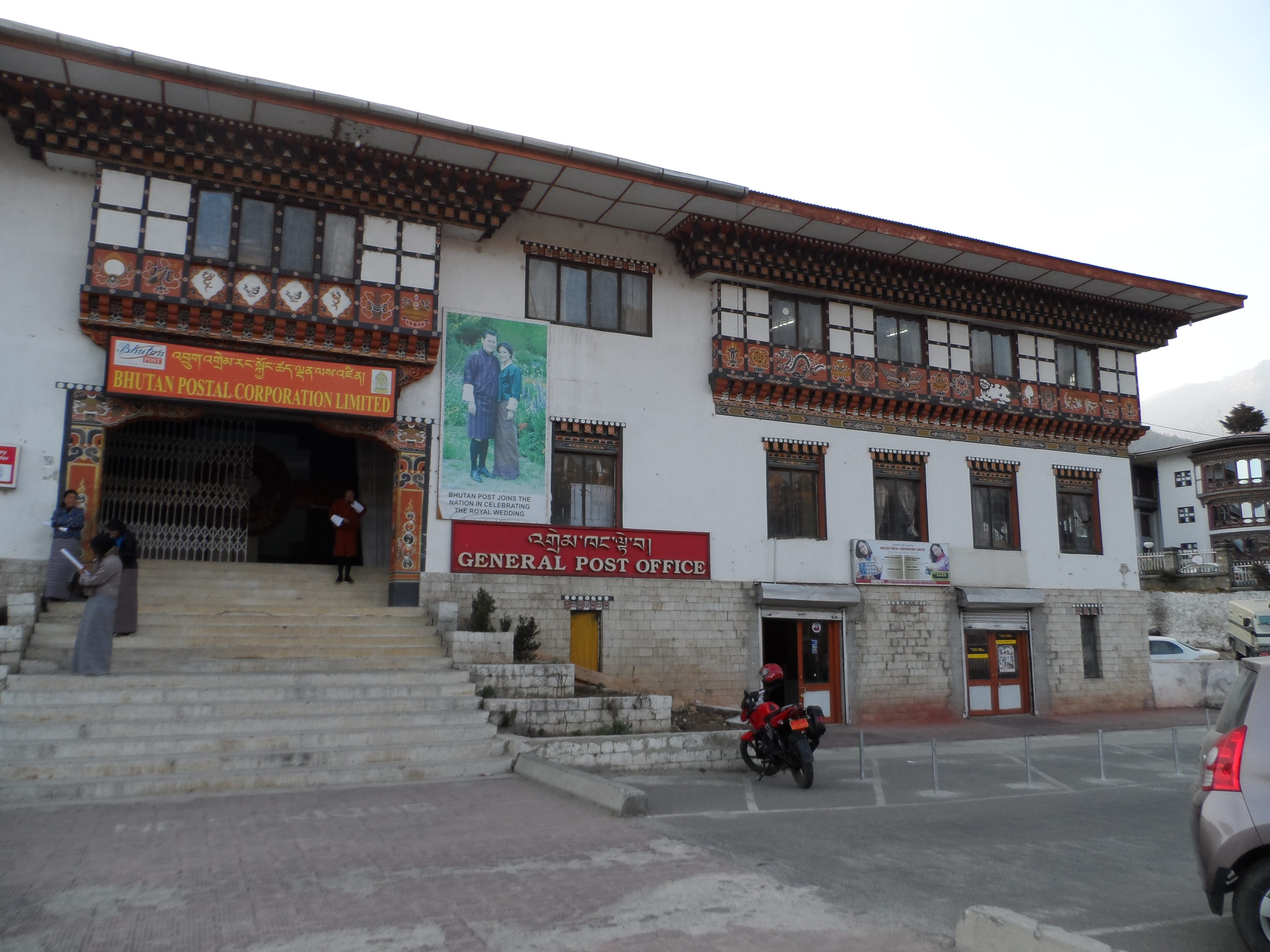
Bureau de poste principal dans la capitale bhoutanaise Thimphou

Avec le départ de Todd, le Département des postes et télégraphes a nommé la Inter-Governmental Philatelic Corporation (IGPC), basée à New York, comme son seul agent à l'international, ce qui a permis à l'IGPC de concevoir et d'imprimer des timbres contre une redevance. À l'époque de l'IGPC, au moins deux numéros portaient l'héritage de Burt Todd : les pièces d'or de 1975 et la série de masques traditionnels 3D de 1976. En dehors de ces 2 exceptions, leurs numéros montraient le style typique de l'IGPC : ensembles thématiques et commémoratifs en blocs-feuillets, en général peu lié au pays d'émission et avec l'utilisation de timbres à valeur élevée sans usage postal local. En outre, le revenu des ventes de l'IGPC chuta de façon spectaculaire à partir du milieu de l'année 1986,.
Par conséquent, en 1992, le Département des postes & télégraphes introduisit un système d'agents philatéliques pour le marketing et les ventes dans le monde entier. Il commença à émettre indépendamment des séries de timbres thématiques et commémoratifs. Les agents ou organisations internationales pouvaient faire des propositions pour émettre des timbres-poste, qui, après accord, pouvaient être émis moyennant une redevance. L'IGPC était l'un d'entre eux et conserva un contrat pour la production de timbres postaux au moins jusqu'en 2004.
Une initiative particulière du Département après l'introduction de cette nouvelle politique a été la publication en mai 1993 du numéro Famous Paintings - Reading & Writing, initialement conçu et imprimé par l'Agence des timbres du Bhoutan pour célébrer le 100e anniversaire de l'UPU (1874– 1974) et préparé par l'agence pour être émis fin 1974. Cependant, la résiliation de leur contrat est intervenue, alors que les timbres avaient déjà été expédiés au Bhoutan. Depuis leur arrivée dans le pays, les timbres ont été conservés en dépôt douanier et auraient été oubliés jusqu'au début des années 1990.
Le 14 février 1982, le Bhoutan a adhéré à l'Union postale de l'Asie et du Pacifique (APPU). Avec l'introduction des services Druk Air entre le Bhoutan, l'Inde et la Thaïlande en 1991, le courrier n'avait plus besoin d'être acheminé uniquement par voie terrestre via Phuentsholing vers l'Inde, mais pouvait également être échangé directement avec les bureaux de change de New Delhi, Kolkata et Bangkok.

### Période contemporaine
Dans le 7e plan quinquennal (1992-1997), la privatisation des entreprises gouvernementales était l'un des principaux objectifs. Certaines, cependant, pour des raisons stratégiques et pratiques, restaient sous contrôle gouvernemental. Ces entreprises ont toutefois été dotées d'une structure de gestion et d'un cadre de fonctionnement inspiré du privé. En conséquence, les activités du département des postes et télégraphes ont été incorporées dans une société autonome, la Bhutan Postal Corporation Ltd., avec pour nom commercial Bhutan Post, à compter du 1er octobre 1996.

## Timbres postaux

### Timbres thématiques
Dès le départ, l'émission de timbres-poste oscillait entre deux objectifs, faire connaître le Bhoutan à la communauté mondiale et lui procurer des revenus, notamment en devises étrangères. Ces objectifs se reflètent dans les timbres eux-mêmes : d'un côté des thèmes bhoutanais et de l'autre des sujets communs et des thèmes commémoratifs internationaux. Furent ajoutés à des fins commerciales des matériaux spéciaux (feuille d'acier, soie, feuille de métal doré, plastique moulé), des formes originales (rondes, triangulaires), une méthode d'impression novatrice (3D), et des effets particuliers (encre parfumée, enregistrements pour gramophone).
Pendant la période de Todd, on observait une répartition plus ou moins égale entre les sujets bhoutanais et les thèmes généraux, cela changea radicalement au cours de la période IGPC en faveur de thèmes plus communs à l'international. Les timbres représentent la royauté, l'architecture des dzongs, l'héritage bouddhiste, le service postal bhoutanais (le courrier en particulier), l'artisanat traditionnel, les antiquités, les scènes bhoutanaises, l'hydroélectricité, la faune et la flore, et le sport de la nation. Des timbres sportifs sur le thème du Bhoutan ont été émis à l'occasion des Jeux olympiques et des Coupes du monde de football. L'architecture bhoutanaise fut mise à l'honneur pendant la période de l'Exposition universelle de 2000, représentant 6 dzongs différents : Trashigang, Lhuentse, Gasa, Punakha, Tashichho et Paro. Depuis 1993, le Bhoutan publie également des timbres du Nouvel An chinois.
Durant les années 60 & 70, on observe l'émission des timbres considérés comme les plus extravagants : des timbres en feuille d'or en relief montrant différents rois du Bhoutan (1966 & 1968, puis de forme carrée en 1975), un timbre en soie affichant une bannière de prière bouddhiste (1969), des timbres roses infusés de parfum (1973), des timbres en carton fin et gaufrés représentant des peintures et sculptures (1970 & 1972).
Les timbres commémoratifs aux thèmes Bhoutanais comprennent : l'admission à l'UPU (1969), l'admission du Bhoutan à l'ONU (1971), le couronnement de Jigme Singye Wangchuck (1975), le 30ème anniversaire du service postal du Bhoutan (1992), le 350ème anniversaire de la victoire sur le Tibet et l'armée mongole (1994), le 25ème anniversaire du couronnement de Jigme Singye Wangchuck (1999), les 100 ans de la monarchie (2008), le couronnement de Jigme Khesar Namgyel Wangchuck (2008), la visite au Bhoutan du Premier ministre indien Manmohan Singh (2008 ), le 35ème anniversaire du couronnement de Jigme Singye Wangchuck (2009), le mariage royal (2011), le 50ème anniversaire du service postal (2012, publié en retard en 2013).
A l'occasion des 100 ans de la monarchie, la Bhutan Post a émis en 2008 les premiers timbres-poste sur CD-ROM au monde en partenariat avec Creative Products International, société dirigée par Frances Todd Stewart, la fille de Burt Todd. Le 2ème timbre CD fut émis l'année suivante.

### Timbres personnalisés
La première feuille de modèles de timbres personnalisés a été émise par la Bhutan Post le 6 novembre 2008 à l'occasion du couronnement de Jigme Khesar Namgyel Wangchuck, le jour même des célébrations des 100 ans de la monarchie au Bhoutan. La feuille porte le texte "Coronation" and "Centenary Celebrations 2008", sur trois rangées de quatre timbres chacune. Chaque timbre est encadré, ce qui offre un espace vierge pour l'impression d'une image, d'un dessin ou d'un logo personnalisé.
La Bhutan Post a utilisé ces feuilles de timbres personnalisées pour les célébrations du couronnement et du centenaire de 2008 pour émettre 3 feuilles différentes avec des photos des 4ème et 5ème rois et une illustration stylisée de la couronne du corbeau. Les timbres personnalisés ayant apparemment un grand succès, l'émission a été suivie d'autres peu de temps après, mais de conceptions différentes. Le deuxième feuillet publié en 2009 porte le texte "Greetings from the Himalayan Kingdom of Bhutan", tandis que le troisième numéro du début de 2011 indique "From the Land of the Thunder Dragon". À l'occasion du mariage royal en octobre 2011, un ensemble de deux feuillets de timbres personnalisés a été émis, tous deux avec exactement le même design et les mêmes valeurs de timbre, mais l'un orange, et l'autre bleu foncé. Le feuillet porte le texte "Celebrating Royal Wedding 2011", avec une photo des jeunes mariés.

### Étiquettes d'affranchissement

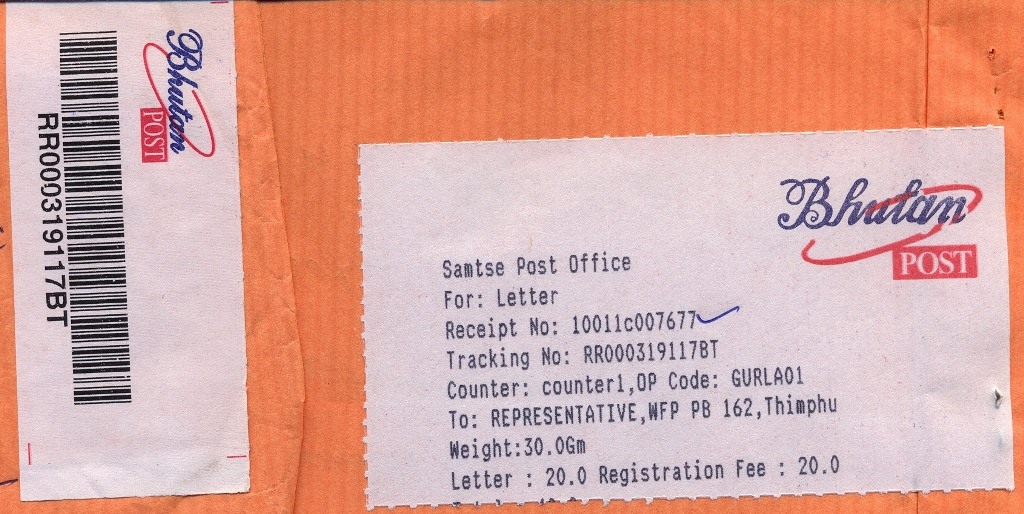
Étiquette postale pour le courrier recommandé au Bhoutan avec code-barres d'enregistrement distincts

Toutes les étiquettes d'affranchissement indiquent la date et l'heure, le bureau de poste d'envoi, le lieu du destinataire, le poids de l'enveloppe et les frais d'affranchissement. Les lettres EMS (Express Mail Service) et recommandées indiquent également le nom du destinataire, le numéro de suivi EMS ou d'enregistrement et les frais d'inscription. Les lettres recommandées et les lettres EMS utilisant une étiquette postale auront également une étiquette d'enregistrement ou EMS séparée avec un numéro de référence à 13 chiffres et le code-barre correspondant, tandis que pour les couvertures EMS internationales, cela fait partie de l'étiquette principale. Les lettres recommandées utilisant des timbres-poste ordinaires auront un numéro d'enregistrement analogique, souvent écrit à la main sur l'enveloppe.

## Timbres fiscaux, judiciaires et non judiciaires

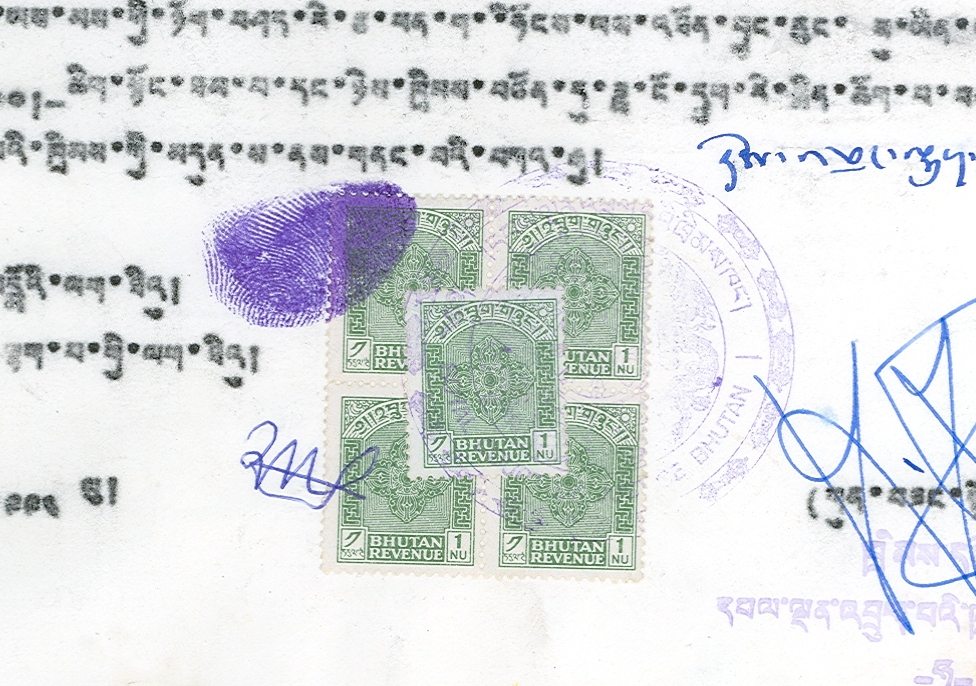
Timbres fiscaux bhutanais apposés sur un document légal

Le Bhoutan a émis des timbres fiscaux en 1954, 1966/1967, et 1996. La première version de ces timbres était valable pour l'affranchissement à partir du 1er janvier 1955 (cf « Le système Dzong Dak et l'utilisation des impôts comme affranchissement ») avant l'introduction des timbres-poste en 1962, bien qu'ils semblent avoir été utilisés par la poste jusqu'au moins 1964.
L'ensemble a été réimprimé dans les années 1950 sur un papier différent de la première impression en 1954, la couleur de l'encre pouvant également différer. Une émission surtaxée sur le timbre fiscal bleu 1 trangka aurait été émise en 1961 ou 1962, surtaxée en diagonale respectivement avec "10NP" et "25NP" (NP signifiant New Paisa, utilisant donc la monnaie indienne), mais identifiée comme des contrefaçons provenant de Katmandou. Ce n'est qu'en 1966 qu'une nouvelle série de deux timbres fiscaux était prête à être émise, maintenant en monnaie bhoutanaise, de 10 Chetrum (couleur rouge) et 25 Chetrum (couleur jade). Ils furent disponible l'année suivante, suivis peu après par les valeurs de 20 Chetrum, 1 Ngultrum et 5 Ngultrum. Ils furent imprimés à l'India Security Press à Nashik. Au début des années 1970, le timbre fiscal de 10 Chetrum a été surtaxé officiellement en violet à 15 Chetrum.
Le 12 janvier 1996, le ministère des Finances a émis un nouveau timbre fiscal (Nu 1, rouge), trois timbres non judiciaires (Nu 10, brun ; Nu 100, violet ; et Nu 500, rose) et quatre timbres judiciaires (Nu 5, vert ; Nu 20, bleu ; Nu 50, orange ; et Nu 100, jaune). Il existe encore un manque considérable de documentation et d'informations pour permettre d'avoir un aperçu complet, en particulier des timbres fiscaux.

## Entier postal
L'entier postal a été produit au Bhoutan sous la forme de cartes postales, parfois illustrées, ou sous d'autres formes (aérogrammes, feuilles de lettres intérieures, enveloppe timbrée). Des couvertures ont été émises pour les lettres recommandées sans timbres imprimés mais ne sont plus distribuées, alors que les cartes postales illustrées sont encore produites aujourd'hui par la Bhutan Post.